# Arapahoe
Arapahoe — метеорит-хондрит масою 19083 грам. Його падіння відбулося у 1940 році в штаті Колорадо, США.